# موانع تجاری

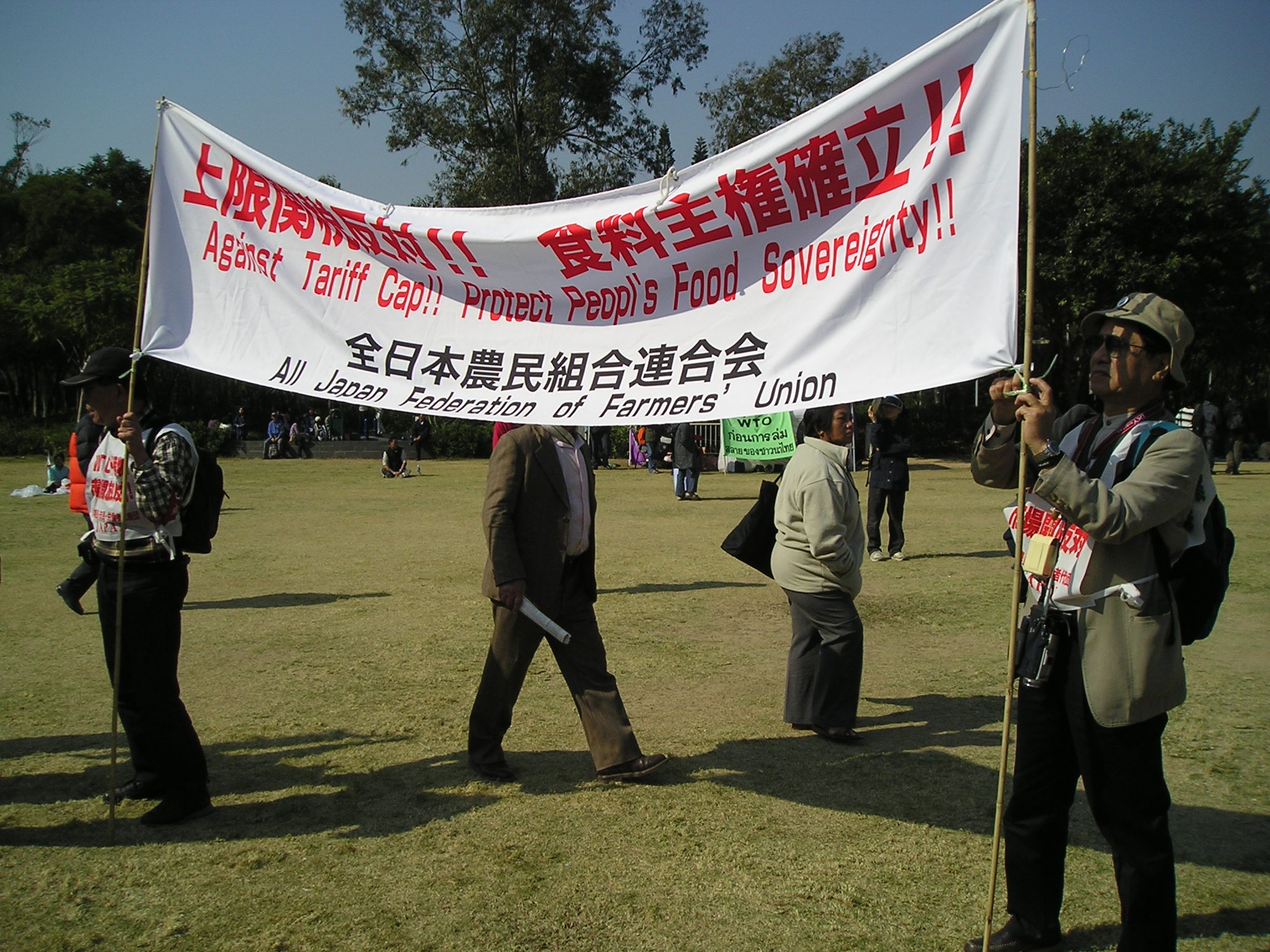
تظاهرات کشاورزان ژاپنی به موانع تجاری

موانع تجاری، از جمله عوامل تأثیرگذار بر روی تراز تجاری می‌باشد، مانند محیط زیست، بهداشت و استانداردهای ایمنی. برای نمونه وزارت نفت به شکلی قانع‌کننده مدعی است که عضویت در گات از طریق کاهش موانع ورود فراورده‌های پتروشیمی ایران به بازارهای جهانی قدرت رقابت صنعت پتروشیمی کشور را بهبود می‌بخشد.
از وظایف سازمان تجارت جهانی(WTO) عبارتست از حذف تعرفه‌ها، از بین بردن موانع تجاری، تولیدی و مبادلات اقتصادی بین کشورها.